# Monarch of the Glen
Monarch of the Glen ist eine britische Fernsehserie aus dem Jahr 1999, die von Ecosse Films für die BBC Scotland bis 2005 produziert wurde. Die Serie wurde für das deutsche Publikum nie synchronisiert und konnte bis 2009 nur über den englischsprachigen Fernsehsender BBC Prime in Deutschland empfangen werden.

## Hintergrund
Die Serie stammt aus der Feder von Michael Chaplin und wurde von Nick Pitt, Paddy Higson, Jeremy Gwilt, Stephen Garwood and Rob Bullock produziert. Die erste Staffel der Serie wurde im Februar 2000 von BBC One gezeigt und die letzte Staffel wurde von September 2005 bis Oktober 2005 ausgestrahlt. Es gibt insgesamt 64 Folgen.
Monarch of the Glen basiert auf den Romanen von Compton Mackenzie, die unter dem Titel Highland Novels zusammengefasst werden. Obwohl sich die Romane auf das Leben in Schottland der 1930er und 1940er Jahre beziehen, wurden die Erzählungen an das beginnende 21. Jahrhundert angepasst, um die Serie aktueller erscheinen zu lassen. Das erste Buch der Romane heißt The Monarch of the Glen und nimmt damit Bezug auf ein berühmtes Gemälde von Edwin Landseer, das einen Hirsch zeigt.
Immer wieder wurde Kritik am Umgang mit der literarischen Vorlage der Serie laut, zumal Compton Mackenzie einer der Mitbegründer der Scottish National Party war und sich in seinen Romanen über den englisch geprägten schottischen Adel lustig machte.

## Geschichte der Serie
Monarch of the Glen wurde zunächst auf BBC One im Vereinigten Königreich ausgestrahlt. Besonders bekannt wurde die Serie in Australien, Belgien, Dubai, Frankreich, Hongkong, Kanada, den Niederlanden, Neuseeland, Norwegen, Schweden, den Vereinigten Staaten und in Vietnam. In Deutschland wurde bis jetzt nur die Originalfassung durch BBC Prime gezeigt – derzeit liegt keine deutsche Synchronisation von Monarch of the Glen vor. Am 23. Oktober 2005 wurde die Serie nach Quoteneinbrüchen während der fünften Staffel mit Ende der siebten Staffel eingestellt. Die Angaben der folgenden Tabelle beziehen sich jeweils auf die Erstausstrahlung.
| Staffel   | Anzahl der Folgen | Länge der Folgen | Beginn der Staffel | Ende der Staffel  |
| --------- | ----------------- | ---------------- | ------------------ | ----------------- |
| 1         | 8                 | 50 Minuten       | 27. Februar 2000   | 16. April 2000    |
| 2         | 8                 | 50 Minuten       | 07. Januar 2001    | 25. Februar 2001  |
| 3         | 11                | 50 Minuten       | 28. Oktober 2001   | 20. Januar 2002   |
| 4         | 10                | 60 Minuten       | 01. September 2002 | 03. November 2002 |
| 5         | 10                | 60 Minuten       | 28. September 2003 | 30. November 2003 |
| Hogmanay* | 1                 | 60 Minuten       | 28. Dezember 2003  | 28. Dezember 2003 |
| 6         | 10                | 60 Minuten       | 19. September 2004 | 21. November 2004 |
| 7         | 6                 | 60 Minuten       | 18. September 2005 | 23. Oktober 2005  |

* Keine eigenständige Staffel, sondern eine Sonderfolge, die zum schottischen Hogmanayfest ausgestrahlt wurde und keiner der Staffeln zugeordnet werden kann.
Die Dreharbeiten jeder Staffel in den schottischen Hochländern dauerten zwischen sechs und acht Monaten. Die Originalschauplätze sind inzwischen als Monarch Country bekannt und befinden sich in den Regionen Badenoch und Strathspey.
| Name in der Serie           | Richtiger Name    |
| --------------------------- | ----------------- |
| Glenbogle House             | Ardverikie Estate |
| Kilwillie Castle            | Balavil House     |
| Glenbogle Station (Bahnhof) | Broomhill Station |

## Inhalt

### Erste Staffel
Archie MacDonald, Besitzer eines Restaurants in London, kehrt nach einem Unfall seines Vaters Hector MacDonald in seinen Heimatort Glenbogle zurück. Dort erfährt er, dass das Anwesen seiner Eltern vollkommen überschuldet und er selbst neuer Laird von Glenbogle ist. Trotz seiner Bedenken und einiger Streitigkeiten mit seiner Freundin Justine, bleibt Archie in Glenbogle, um die Finanzen des Anwesens neu zu ordnen. Die Aufgabe, Glenbogle vor dem Ruin zu retten, wird besonders durch Archies Jugendfreundin Katrina erschwert, die die Rechte der Angestellten und Einwohner Glenbogles mit aller Macht verteidigen will. Auch die direkten Angestellten von Glenbogle House – Lexie, Golly und Duncan – können sich für den neuen Laird zunächst nicht begeistern. Gerade in dem Moment, als Archie und Katrina Gefühle füreinander entwickeln, taucht Archies Freundin Justine in Glenbogle auf.

### Zweite Staffel
Nachdem sich Archie von Justine getrennt hat, erkennt Archie, wo er seine Zukunft verbringen möchte – in Glenbogle. Seine Aufgabe besteht weiterhin darin, den Ort und das Anwesen vor dem Ruin zu retten und für alle eine gesicherte Zukunft zu schaffen. Hector MacDonald hingegen kann noch nicht richtig akzeptieren, dass Archie nun Laird von Glenbogle ist und mischt sich immer wieder in Archies Angelegenheiten ein. Die Androhung der Bank, Glenbogle nicht mehr unterstützen und sämtliche Schulden eintreiben zu wollen, stellt Archie erneut auf die Probe. Ebenso muss ein neuer Head-Ranger für das Anwesen gefunden und Archies Mutter Molly von ihrer Spielsucht befreit werden.

### Dritte Staffel
Glenbogle steht kurz vor dem Ruin und kann nicht aus eigener Kraft mehr von den Schulden befreit werden. Die Hausbank der MacDonalds schickt daher die finanzielle Beraterin Stella Moon nach Glenbogle, die sich aber als äußerst verbohrt herausstellt. Archie trennt sich von Katrina und versucht nun, bei Lexie sein Glück. Molly fühlt sich von Hector immer weiter vernachlässigt, da Hector nur noch mit seinem Nachbarn und Freund Kilwillie verkehrt. Golly, der Ghillie (Jagdhelfer) von Glenbogle, und seine Tochter versöhnen sich. Doch die Idylle der schottischen Hochländer wird jäh zerstört, als Hector bei einem folgenschweren Unfall mit Sprengstoff ums Leben kommt.

### Vierte Staffel
Erstausstrahlung in Deutschland in der englischen Originalfassung im Frühjahr 2005, freitags jeweils um 21.00 Uhr MESZ (BBC Prime)
Molly kehrt nach Hectors Tod nach Glenbogle zurück. Archie und Lexie sind sich in der Zwischenzeit nähergekommen und heiraten. Molly findet in Andrew, einem neuen Nachbarn, einen guten Freund. Auch Duncan findet eine neue Liebe – die neue Haushälterin Irene. Irene verlässt jedoch, nachdem sich herausstellt, dass sie von ihrem Ex-Freund schwanger ist, Glenbogle und lässt Duncan enttäuscht zurück. Die Familie der MacDonalds wird aber von weiteren Problemen nicht verschont. Es stellt sich heraus, dass Hector einen unehelichen Sohn namens Paul gezeugt hat.

### Fünfte Staffel
Erstausstrahlung in Deutschland in der englischen Originalfassung vom 23. Februar 2007 – 27. April 2007, freitags jeweils um 21.00 Uhr MESZ (BBC Prime)
Archie hat es geschafft – Glenbogle ist schuldenfrei. Doch die nächste Katastrophe lässt nicht lange auf sich warten: eine Bombe aus dem Zweiten Weltkrieg explodiert im Keller von Glenbogle House. Auch Paul kehrt zurück und unterbreitet Archie das Angebot, eine Kletterschule zu gründen. Jedoch rechnet Paul nicht mit der Ablehnung der Dorfbewohner, mit denen er sich auseinandersetzen muss. Molly ist sich ihrer Gefühle für Andrew nicht sicher, Gollys Tochter Jess kommt nach Glenbogle, um endgültig mit ihrem Vater zu leben, und Duncan findet in Kilwillies Nichte Hermione eine neue Freundin. Archie verlässt schließlich Glenbogle, um mit seiner Schwester Lizzie in den Bergen klettern zu gehen.

### Hogmanay
Bei der Erstausstrahlung in Deutschland in der englischen Originalfassung ausgelassen; Ausstrahlung nach Angaben von BBC Prime derzeit nicht vorgesehen
Paul träumt von seinem Urgroßvater und möchte mehr über seine Wurzeln erfahren. Zu dieser Zeit erfährt Lexie auch, dass Archie seine Aufgaben als Laird von Glenbogle an Paul weitergeben möchte. Duncan, der inzwischen mit Gollys Tochter Jess zusammengekommen ist, spielt einem Geisterjäger Streiche. Jess hingegen ist eifersüchtig, da sie Duncan verdächtigt, eine Affäre mit der Tochter des Geisterjägers zu haben. Molly ist wegen Archies Entscheidung, nach Neuseeland zu ziehen, am Boden zerstört und lässt ihre Wut an Paul aus.

### Sechste Staffel
Erstausstrahlung in Deutschland in der englischen Originalfassung vom 4. Mai 2007 – 6. Juli 2007, freitags jeweils um 21.00 Uhr MESZ (BBC Prime)
Paul wird Laird von Glenbogle, nachdem Archie und Lexie nach Neuseeland aufgebrochen sind. Lexie kehrt aber nach kurzer Zeit nach Glenbogle zurück und Paul verliebt sich in sie. Auch Golly verliebt sich, nämlich in die Tanzlehrerin Meg, aber zweifelt daran, ob er nicht für eine Beziehung zu alt sei. Duncan verlässt Glenbogle und Jess muss sich nun ohne Duncan zurechtfinden. Auch Paul weiß nicht so recht, wen er eigentlich liebt.

### Siebte Staffel
Ausstrahlung in Deutschland nach Angaben von BBC Prime derzeit nicht vorgesehen
Die Familie der MacDonalds wird immer stärker zerrüttelt und immer mehr Probleme tauchen auf. Am Ende muss sich Paul eingestehen, dass er als Laird versagt hat, denn Glenbogle hat wieder Schulden und muss zum Verkauf angeboten werden. Molly weiß nicht so recht, ob sie Golly oder Kilwillie heiraten soll und befragt Hector, der ihr plötzlich als Geist erscheint.

## Darsteller

### Hauptdarsteller
Diese Liste zeigt die Hauptdarsteller der Serie, die als solche im Vorspann genannt wurden.
| Darsteller          | Rolle                                               | Staffel                    | Rückkehr zur Serie        | Anzahl der Folgen (von 64) |
| ------------------- | --------------------------------------------------- | -------------------------- | ------------------------- | -------------------------- |
| Richard Briers      | Hector Naismith MacDonald                           | Erste bis dritte Staffel   | Siebte Staffel            | 28                         |
| Susan Hampshire     | Molly MacDonald                                     | Erste bis siebte Staffel   |                           | 60                         |
| Alastair Mackenzie  | Archibald „Archie“ Horatio Hector MacDonald         | Erste bis fünfte Staffel   |                           | 43                         |
| Lorraine Pilkington | Katrina Finlay                                      | Erste bis dritte Staffel   | Vierte Staffel            | 18                         |
| Alexander Morton    | „Golly“ MacKenzie                                   | Erste bis siebte Staffel   |                           | 64                         |
| Dawn Steele         | Alexandra „Lexie“ MacDonald (vor der Ehe: McTavish) | Erste bis sechste Staffel  |                           | 51                         |
| Hamish Clark        | Duncan McKay                                        | Erste bis sechste Staffel  | Siebte Staffel            | 51                         |
| Julian Fellowes     | Lord Angus Errol Sharon Kilwillie                   | Erste bis fünfte Staffel   | Siebte Staffel            | 24                         |
| Lloyd Owen          | Paul Bowman-MacDonald                               | Vierte bis siebte Staffel  |                           | 29                         |
| Simone Lahbib       | Isobel Anderson                                     | Sechste Staffel            |                           | 10                         |
| Martin Compston     | Ewan Brodie                                         | Fünfte bis siebte Staffel  |                           | 20                         |
| Rae Hendrie         | Jessica „Jess“ MacKenzie                            | Dritte Staffel             | Fünfte bis siebte Staffel | 26                         |
| Tom Baker           | Donald Ulysses MacDonald                            | Sechste bis siebte Staffel |                           | 12                         |
| Kirsty Mitchell     | Iona McLean                                         | Siebte Staffel             |                           | 7                          |
| Kellyanne Farquhar  | Amy McDougal                                        | Siebte Staffel             |                           | 5                          |

### Nebendarsteller
Es folgt nun eine Liste mit Nebendarstellern, die drei und mehr Folgen über dieselbe Rolle in Monarch of the Glen spielten, aber nicht im Vorspann genannt wurden.
| Darsteller               | Rolle                           | Staffel                            | Anzahl der Folgen (von 64) |
| ------------------------ | ------------------------------- | ---------------------------------- | -------------------------- |
| Anna Wilson-Jones        | Justine                         | Erste und zweite Staffel           | 6                          |
| Carole Cassidy           | Maureen MacLean                 | Erste und zweite Staffel           | 4                          |
| Simon Slater             | Lancelot Fleming                | Erste und zweite Staffel           | 3                          |
| Paul Goodwin             | Alan Smythe                     | Erste Staffel                      | 4                          |
| Jason O’Mara             | Fergal MacClure                 | Zweite Staffel                     | 6                          |
| Alexandra Gilbreath      | Stella Moon                     | Dritte Staffel                     | 9                          |
| Jenny Lee                | Aunty Elizabeth „Liz“ Logan     | Dritte bis fünfte Staffel          | 4                          |
| Gavin Mitchell           | PC Callum McIntyre              | Dritte, fünfte und sechste Staffel | 8                          |
| Rebecca Lacey            | Irene Stuart                    | Vierte Staffel                     | 8                          |
| Angus Lennie             | Hamish „Badger“                 | Vierte und fünfte Staffel          | 4                          |
| Paul Freeman             | Andrew Booth                    | Vierte und fünfte Staffel          | 11                         |
| Richenda Carey           | Lady Dorothy Trumpington-Bonnet | Fünfte Staffel                     | 5                          |
| Hermione Gulliford       | Hermione Trumpington-Bonnet     | Fünfte Staffel                     | 4                          |
| John Yule                | Dougal Raeburn                  | Fünfte und sechste Staffel         | 3                          |
| Sara Stewart             | Amanda MacLeish                 | Fünfte Staffel                     | 3                          |
| Kari Corbett             | Zoë                             | Sechste und siebte Staffel         | 6                          |
| Donald Douglas           | Dr. Gordon McKendrick           | Sechste und siebte Staffel         | 3                          |
| Karen Westwood           | Meg Paterson                    | Sechste Staffel                    | 5                          |
| Lucy Akhurst             | Lucy Ford                       | Sechste Staffel                    | 4                          |
| Anthony Head             | Chester Grant                   | Sechste Staffel                    | 4                          |
| Rhianna and Katelyn Duff | Cameron MacKenzie               | Siebte Staffel                     | 5                          |
| Antony Strachan          | Frank                           | Siebte Staffel                     | 4                          |

### Gastdarsteller
Es folgen nun einige der berühmteren Gastdarsteller, die in einer oder zwei Folgen von Monarch of the Glen auftauchen. In Klammern wird jeweils der Name der Rolle angegeben.
Abigail Cruttenden (Lizzie MacDonald – Erste Darstellerin dieser Rolle), Julia Haworth (Janice), Phillip Whitchurch (Mr. Brown), Serena Gordon (Mary), Phil McCall (Tosh McKellen), Sam Graham (Reverend Mitchell), Benjamin Whitrow (Terry „Toad“ McLean), Olga Sosnovska (Marie-Helene), James Murray (Jeff Ramsden), Phyllida Law (Professor Isobel Hogg), Leslie Phillips (Louis Grimshaw), Charles Edwards (David Fraser), Hugh Ross (Greg MacDonald), Saskia Wickham (Lizzie MacDonald – Dritte Darstellerin dieser Rolle), Robin Hooper (Ian Body), Steven Elder (Alex Faversham), Robert Fyfe (Jackie McIntyre), James Fleet (Phillip Liel „Liam“ Forester), Michael Cochrane (Colonel Ford), Matthew Marsh (Viktor Zinchenko), Ruth Millar (Catriona Zinchenko), Clive Russell (Peter Finlay).

## Die Serie auf DVD
Monarch of the Glen wurde lediglich für das Vereinigte Königreich (Regionalcode 2) und für die USA (Regionalcode 1) auf DVD herausgegeben. Die erste, zweite und siebte Staffel bestehen jeweils aus einer Box, während die dritte, vierte, fünfte und sechste Staffel auf zwei Boxes verteilt wurden. Jede dieser Boxes enthält zwei DVDs und wurde von Acorn Media produziert. Im Jahre 2006 allerdings brachte die BBC selbst eine Box mit allen Staffeln der Serie, wobei sämtliche Folgen auf 22 DVDs verteilt wurden, heraus.
Die DVDs, die von Acorn Media produziert wurden, enthalten ein Interview mit Susan Hampshire, Photogalerien, Produktionsdaten und Filmographien. Die von der BBC herausgegebene Box enthält lediglich ein sogenanntes „Making of“ der Serie, welches unter dem Titel The Last Monarch von der BBC Scotland am 23. Oktober 2005 ausgestrahlt wurde.
| Staffel                  | Veröffentlicht am | Veröffentlicht am  | Veröffentlicht am |
| Staffel                  | Regionalcode 2    | Regionalcode 1     |                   |
| Erste Staffel            | 27. Dezember 2002 | 16. September 2003 |                   |
| Zweite Staffel           | 5. Mai 2003       | 4. Mai 2004        |                   |
| Dritte Staffel           | 6. November 2003  | 17. Mai 2005       |                   |
| Vierte Staffel           | 29. Dezember 2003 | 16. Mai 2006       |                   |
| Fünfte Staffel           | 27. Dezember 2004 | 24. Oktober 2006   |                   |
| Sechste Staffel          | 10. Oktober 2005  | 15. Mai 2007       |                   |
| Siebte Staffel           | 3. April 2006     | 23. Oktober 2007   |                   |
| Erste bis siebte Staffel | 24. Oktober 2006  | 23. Oktober 2007   |                   |

Anmerkung: Der Regionalcode 2 gilt auch für Deutschland. Daher können aus Großbritannien importierte DVDs der Serie auch auf deutschen DVD-Abspielgeräten wiedergegeben werden.